# Blumhardtkirche (Möttlingen)

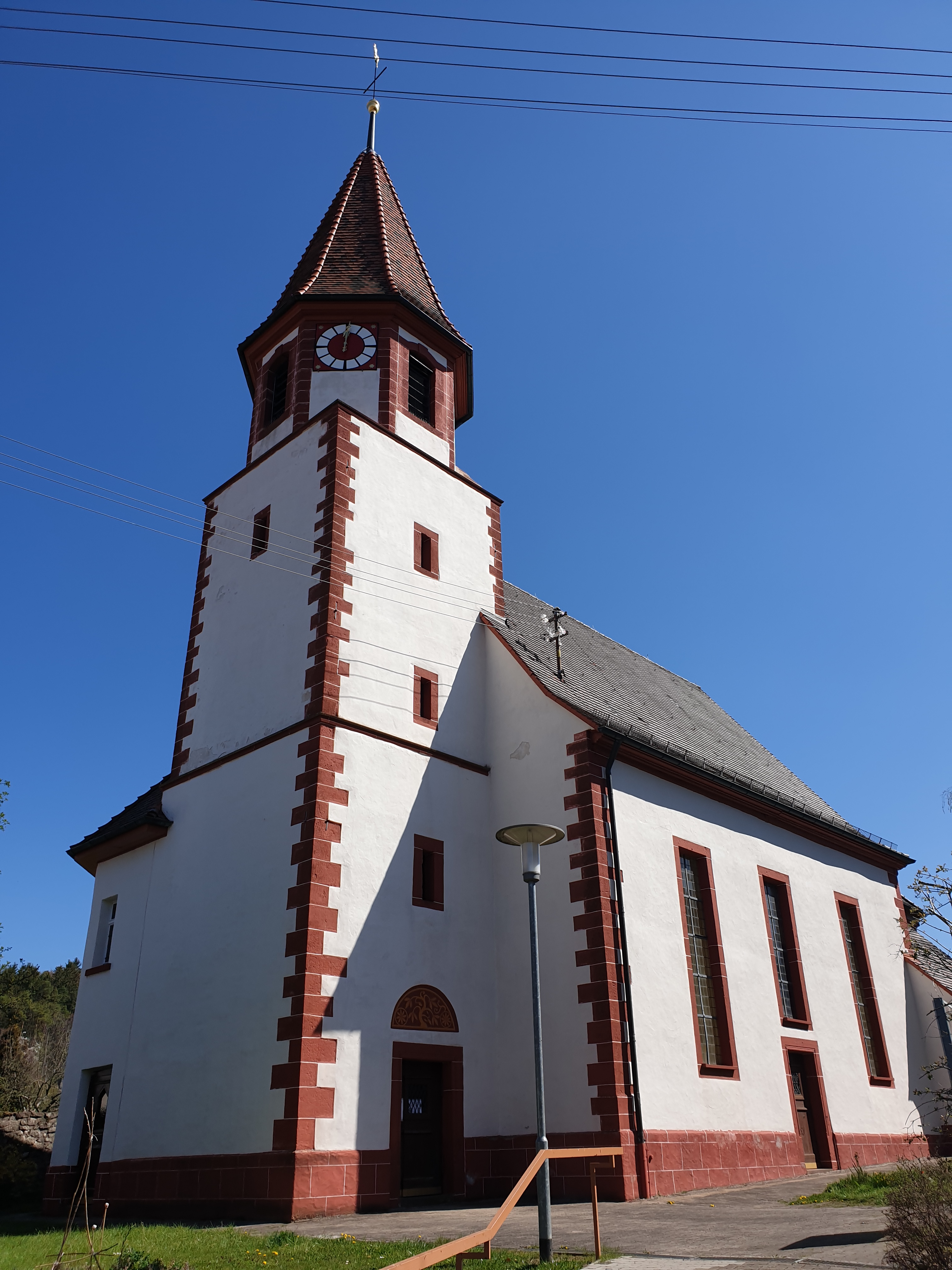
Blumhardtkirche in Möttlingen

Die evangelische Blumhardtkirche steht in Möttlingen, einem Ortsteil der Stadt Bad Liebenzell im Landkreis Calw in Baden-Württemberg. Das Bauwerk ist beim Landesamt für Denkmalpflege Baden-Württemberg als Baudenkmal eingetragen. Die Kirchengemeinde zählt zum Kirchenbezirk Calw-Nagold der Evangelischen Landeskirche in Württemberg.

## Beschreibung
Die Saalkirche geht auf einen romanischen Vorgängerbau zurück. Zwischen 1503 und 1519 wurde durch das Kloster Hirsau, das das Kirchenpatronat innehatte, der eingezogene Chor mit Fünfachtelschluss im Osten des Langhauses errichtet. Nach der Zerstörung im Dreißigjährigen Krieg wurden 1746 das Langhaus und der Kirchturm im Westen neu gebaut. Der Kirchturm wurde mit einem achteckigen Geschoss aufgestockt, das die Turmuhr und den Glockenstuhl beherbergt, und mit einem achtseitigen Zeltdach bedeckt.
Der Innenraum des Langhauses ist mit einer Kassettendecke überspannt, der des Chors mit einem Netzgewölbe. Die Glasmalereien schuf 1957 Adolf Saile. Die 1883 gebaute Orgel wurde von der Orgelbau Mühleisen restauriert.